# (1421) Esperanto
(1421) Esperanto ist ein Asteroid des Hauptgürtels, der am 18. März 1936 von dem finnischen Astronomen Yrjö Väisälä in Turku entdeckt wurde.
Benannt wurde der Asteroid nach der Plansprache Esperanto. Nach deren Erfinder Ludwik Lejzer Zamenhof wurde zwei Jahre später der Asteroid (1462) Zamenhof benannt.